# تزكاض (ازناكن)
تزكاض هو دُوَّار يقع بجماعة إمكراد، إقليم الصويرة، جهة مراكش آسفي في المملكة المغربية. ينتمي الدوّار لمشيخة ازناكن التي تضم 11 دوار. يقدر عدد سكانه بـ 572 نسمة حسب الإحصاء الرسمي للسكان والسكنى لسنة 2004.

## روابط خارجية
- البوابة الوطنية للجماعات الترابية نسخة محفوظة 12 مارس 2018 على موقع واي باك مشين.
- المندوبية السامية للتخطيط